# با-رن
با-رن (تلفظ فرانسوی: [bɑ. ʁɛ̃]) از شهرستان‌های کشور فرانسه است. شهرستان با-رن در منتهی‌الیه شمال شرق این کشور قرار دارد. این شهرستان زیرمجموعه ناحیه آلزاس می‌باشد. مساحت این شهرستان ۴٬۵۷۲ کیلومتر مربع و جمعیت آن ۱٬۰۷۹٬۰۱۳ نفر است.